# Сборная Турции по мини-футболу
Национальная сборная Турции по мини-футболу представляет Турцию на международных соревнованиях по мини-футболу. Первый матч провела в конце 2006 года.
Сборная Турции была совершенно незаметна до отбора на чемпионат Европы 2012 года. Там она совершила настоящую сенсацию, вначале пройдя первый отборочный раунд, а затем обыграв участников предыдущего европейского первенства сборные Венгрии и Бельгии. Таким образом, турки квалифицировались на чемпионат Европы.

## Турнирные достижения

### Чемпионат мира по мини-футболу
- 1989 — 2004 — не участвовала
- 2008 — 2024 — не квалифицировалась

### Чемпионат Европы по мини-футболу
- 1996 — 2005 — не участвовала
- 2007 — не квалифицировалась
- 2010 — не квалифицировалась
- 2012 — 12-е место
- 2016 — 2026 — не квалифицировалась